# Malcolm Troup
Pour les articles homonymes, voir Troup.
Malcolm Troup, né le 22 février 1930 à Toronto et mort le 8 décembre 2021, est un pianiste classique et professeur de musique canadien.

## Biographie
Au nombre de ses professeurs on compte Norman Wilks et Alberto Guerrero. Il est à cette époque une figure inspirante pour un autre élève de Guerrero, Glenn Gould, qui est de deux ans son cadet. Gould gardera toute sa vie une affection et une admiration pour lui. Entre 1954 et 1956, Troup reçoit également, en Allemagne, l'enseignement de Walter Gieseking. ll fait ses débuts comme soliste à l'âge de 17 ans dans une interprétation du quatrième concerto pour piano d'Anton Rubinstein et se voit décerner, en 1955, la Harriet Cohen Commonwealth Medal. Il se produit publiquement ensuite au Canada, en Europe, en Amérique du Sud et en Australie. Les orchestres avec lesquels il collabore au niveau international sont le London Symphony Orchestra, le Hallé Orchestra, l'Orchestre symphonique de Berlin, le George Enescu Philharmonic et le BBC Symphony Orchestra.
En 1961, il effectue une tournée en Amérique du Sud et en 1967, est récompensé d'une chaire honorifique à l'Université du Chili.
En 1968, il obtient un PhD de musicologie à l'université York, avec une thèse intitulée Messiaen et l'esprit moderne.
De 1970 à 1975 Troup est directeur musical de la Guildhall School of Music and Drama. En 1981, il obtient une chaire de professeur à l'université de Londres où il est également pianiste résident et chef du département de musique.
Au cours de sa carrière, Malcolm Troup a été membre du jury de nombreux concours. En 1978, il devient président de l'Association européenne des professeurs de piano.

## Source
- The Canadian Enyclopdedia